# 非洲-设拉子党
非洲-设拉子党是桑给巴尔历史上的一个非洲民族主义和社会主义政党。该党成立于1957年2月5日，由桑给巴尔岛上的非洲大陸黑人和设拉子人组成。1964年1月12日，该党发动革命，推翻桑给巴尔苏丹国，建立桑给巴尔人民共和国。在该党的推动下，同年4月26日，桑给巴尔和坦噶尼喀合并为坦桑尼亚聯合共和國。1977年2月5日，该党与坦桑尼亚非洲民族联盟合并为革命党。